# Francisco José García Torres
Francisco " Fran " José García Torres (nascut el 14 d'agost de 1999) és un futbolista professional espanyol que juga com a lateral esquerre al Reial Madrid.

## Carrera de club

### Reial Madrid
Nascut a Bolaños de Calatrava, Ciudad Real, Castella–La Manxa, García es va incorporar a La Fábrica del Reial Madrid el 2009, procedent del Bolaños CF de la seva ciutat natal. L'1 de febrer de 2018, quan encara era júnior, va renovar el seu contracte fins al 2022.
Ascendit al filial a principis de la temporada 2018-19, García va debutar com a sènior el 9 de setembre jugant els últims 25 minuts d'un empat 0-0 de Segona Divisió B fora de casa contra l'AD Unión Adarve. Va debutar amb el primer equip el 6 de desembre, entrant com a substitut a la segona part de Dani Carvajal en un gol de 6-1 a casa contra la UD Melilla, per a la Copa del Rei de la temporada.
García va marcar el seu primer gol sènior el 15 de desembre de 2019, marcant el segon gol del seu equip en la victòria a casa per 3-0 contra el Getafe CF B.

### Rayo Vallecano
L'1 de setembre següent, va ser cedit al Rayo Vallecano de Segona Divisió per a la campanya 2020-21.
García va fer el seu debut professional el 13 de setembre de 2020, començant com a titular en una victòria fora de casa per 1-0 contra el RCD Mallorca. De seguida es va convertir en titular del conjunt d'Andoni Iraola, però al novembre es va lesionar al genoll; Inicialment s'esperava que es perdés la resta de la campanya, però va tornar a jugar després de 20 dies.
El 13 de juliol de 2021, després de col·laborar en l'ascens del Rayo a la Lliga, García es va incorporar al club de manera definitiva amb un contracte de quatre anys. Va debutar a la categoria el 15 d'agost, començant en una derrota per 3-0 a casa davant el Sevilla FC. Mercès a la seva notable actuació la temporada 2022–23 diversos clubs s'hi van interessar, inclòs el Reial Madrid.

## Palmarès
Reial Madrid CF
- 1 Copa Intercontinental de la FIFA: 2024[13]
- 1 Lliga de Campions de la UEFA: 2023-24[14]
- 1 Supercopa d'Europa: 2024[15]
- 1 Lliga espanyola: 2023-24[16]
- 1 Supercopa espanyola: 2024[17]

Espanya
- 1 Lliga de les Nacions de la UEFA: 2022-23[18]